# Masaya Fukunishi
Masaya Fukunishi (福西 勝也 Fukunishi Masaya?, 24 de febrero de 1995) es un actor de voz japonés afiliado a Ken Production.

## Biografía
Fukunishi, originario de la Prefectura de Nara, nació el 24 de febrero de 1995. Durante la escuela primaria, decidió convertirse en actor de voz, y en su adolescencia realizó algunos trabajos teatrales. En 2012, ganó el Premio al Mejor Guion de Anime en los Seiyu Koshien. En 2014, fue seleccionado en la categoría de Actor de Voz en la 3.ª edición de los Seiyū Damashī.
Recibió su formación en School Duo. Después de prestar su voz a un reportero en la serie ONA Isobe Isobē Monogatari: Ukiyo wa Tsurai yo en 2015, comenzó a interpretar personajes de anime en 2017, incluyendo papeles en Detective Conan, Made in Abyss, Banana Fish, Hataraku Saibō, JoJo's Bizarre Adventure: Golden Wind, My Hero Academia, Shingeki no Kyojin, King of Prism: Shiny Seven Stars, Psycho-Pass 3, Haikyū!! y Jujutsu Kaisen.
Tras la pausa en la carrera de Tatsuhisa Suzuki debido a un escándalo de infidelidad, Fukunishi lo reemplazó como la voz de Gege en Kikai Sentai Zenkaiger, comenzando con el episodio 25 en agosto de 2021. En 2022, también sustituyó a Suzuki como la voz de Ken Ryūgūji en Tokyo Revengers. En agosto de 2023, se anunció que interpretaría a Kafka Hibino, el protagonista de Kaiju No. 8.
Fukunishi habla el dialecto de Kansai.

## Filmografía
Los papeles principales están en negrita

### Anime

#### Series de televisión
| Año  | Título                                                  | Rol                                        | Refs.                |
| ---- | ------------------------------------------------------- | ------------------------------------------ | -------------------- |
| 2017 | Shōkoku no Altair                                       | Guardaespaldas imperial B                  | [ 1 ]                |
| 2017 | Detective Conan                                         | Yuzuru Kariba                              | [ 1 ]                |
| 2017 | Made in Abyss                                           | Espectador                                 | [ 1 ]                |
| 2017 | Sin: Nanatsu no Taizai                                  | Espíritu                                   | [ 1 ]                |
| 2017 | Tomica Hyper Rescue Drive Head: Kidō Kyūkyū Keisatsu    | Pasajero                                   | [ 1 ]                |
| 2018 | Yume Ōkoku to Nemureru 100-nin no Ōjisama               | Habitante de ciudad E                      | [ 1 ]                |
| 2018 | Banana Fish                                             | Perseguidor                                | [ 1 ]                |
| 2018 | Basilisk                                                | Tsunagi                                    | [ 1 ]                |
| 2018 | Beatless                                                | Espectador A                               | [ 1 ]                |
| 2018 | Hataraku Saibō                                          | Naive T Cell 6                             | [ 1 ]                |
| 2018 | Double Decker! Doug & Kirill                            | Oficial de policía B                       | [ 1 ]                |
| 2018 | Hisone to Maso-tan                                      | Taira                                      | [ 1 ]                |
| 2018 | Happy Sugar Life                                        | Cliente                                    | [ 1 ]                |
| 2018 | JoJo's Bizarre Adventure: Golden Wind                   | Gangster 2                                 | [ 1 ]                |
| 2018 | Karakuri Circus                                         | Secuestrador; chico de secundaria          | [ 1 ]                |
| 2018 | The Legend of the Galactic Heroes: Die Neue These Kaikō | Oficial; operador de radio                 | [ 1 ]                |
| 2018 | Chūkan Kanriroku Tonegawa                               | Trajeado de Kasai A                        | [ 1 ]                |
| 2018 | Made in Abyss                                           | Solicitante de escuela; miembro de Hasekai | [ 1 ]                |
| 2018 | Pop Team Epic                                           | Shōgo                                      | [ 1 ]                |
| 2018 | SSSS.Gridman                                            | Onda                                       | [ 1 ]                |
| 2019 | Shingeki no Kyojin                                      | Explorador                                 | [ 1 ]                |
| 2019 | Cardfight!! Vanguard                                    | Luck Bird                                  | [ 1 ]                |
| 2019 | Carole & Tuesday                                        | Ziggy                                      | [ 1 ]                |
| 2019 | Chihayafuru                                             | Shusaku Koishikawa                         | [ 1 ]                |
| 2019 | Maō-sama, Retry!                                        | Carnival                                   | [ 1 ]                |
| 2019 | Dororo                                                  | Samurai                                    | [ 1 ]                |
| 2019 | Granblue Fantasy: The Animation                         | Shepherd                                   | [ 1 ]                |
| 2019 | King of Prism: Shiny Seven Stars                        | Sakyō Tenka                                | [ 1 ]                |
| 2019 | Mahō Shōjo Tokushusen Asuka                             | Sentry                                     | [ 1 ]                |
| 2019 | Oshiri Tantei                                           | Suiarohan                                  | [ 1 ]                |
| 2019 | Phantasy Star Online 2: Episode Oracle                  | Cliente                                    | [ 1 ]                |
| 2019 | Psycho-Pass 3                                           | Doctor del Salto Celestial                 | [ 1 ]                |
| 2019 | The Rising of the Shield Hero                           | Sacerdote                                  | [ 1 ]                |
| 2020 | Akudama Drive                                           | Yakuza; jefe de policía                    | [ 1 ]                |
| 2020 | Dorohedoro                                              | Undertaker                                 | [ 1 ]                |
| 2020 | Duel Masters King                                       | Dolgepain; General Truman                  | [ 1 ]                |
| 2020 | Haikyū!! To the Top Part 2                              | Yūto Kosaku; Heisuke Riseki                | [ 8 ]                |
| 2020 | Jujutsu Kaisen                                          | Honda                                      | [ 1 ]                |
| 2020 | Motto! Majime ni Fumajime Kaiketsu Zorori               | Leon                                       | [ 1 ]                |
| 2020 | Listeners                                               | Chatarrero                                 | [ 1 ]                |
| 2020 | Mr Love: Queen's Choice                                 | Hacker                                     | [ 1 ]                |
| 2020 | Oda Cinnamon Nobunaga                                   | Yoshimoto Samonji                          | [ 1 ]                |
| 2021 | I★Chu: Halfway Through the Idol                         | Espectador C                               | [ 1 ]                |
| 2021 | SK∞ the Infinity                                        | Kazu                                       | [ 9 ]                |
| 2021 | Nomad: Megalo Box 2                                     | Ryū                                        | [ 10 ]               |
| 2021 | Tokyo Revengers                                         | Ken "Draken" Ryūguji                       | [ 6 ]                |
| 2021 | Blue Period                                             | Sumida                                     | [ 11 ]               |
| 2021 | Re-Main                                                 | Miembro del club de béisbol                | [ 1 ]                |
| 2021 | Shaman King                                             | Compañero de clase                         | [ 1 ]                |
| 2021 | Wave!! Surfing Yappe!!                                  | Profesor de secundaria                     | [ 1 ]                |
| 2021 | Zombieland Saga                                         | Anuncio radiofónico                        | [ 1 ]                |
| 2022 | Dance Dance Danseur                                     | Miembro del Club de Fútbol A               | [ 1 ]                |
| 2022 | Heike Monogatari                                        | Noble                                      | [ 1 ]                |
| 2022 | Mairimashita! Iruma-kun 3rd Season                      | Nick                                       | [ 12 ]               |
| 2022 | Fumetsu no Anata e Season 2                             | Miguel                                     | [ 13 ]               |
| 2023 | Tokyo Revengers: Seiya Kessen-hen                       | Ken "Draken" Ryūguji                       | [ 14 ]               |
| 2023 | Mix 2                                                   | Kenji Nishiki                              | [ 15 ]               |
| 2023 | Tokyo Revengers: Tenjiku-hen                            | Ken "Draken" Ryūguji                       | [ 16 ]               |
| 2023 | Oshi no Ko                                              | Fan                                        | [ 1 ]                |
| 2023 | Seijo no Maryoku wa Bannō desu Season 2                 | Minero                                     | [ 1 ]                |
| 2024 | Urusei Yatsura Part 2                                   | Torajima                                   | [ 17 ]               |
| 2024 | Shūmatsu Train Doko e Iku?                              | Hidebo                                     | [ 18 ]               |
| 2024 | The Fable                                               | Kickboxer                                  | [ 1 ]                |
| 2024 | Kaiju No. 8                                             | Kafka Hibino                               | [ 7 ]                |
| 2024 | Dungeon no Naka no Hito                                 | Algred                                     | [ 1 ]                |
| 2025 | Solo Leveling Season 2: Arise from the Shadow           | Myung-Chul                                 | [ 19 ]               |
| 2025 | Watashi no Shiawase na Kekkon 2nd Season                | Kōta                                       | [ 20 ]               |
| 2025 | Hazure Skill "Kinomi Master"                            | Jean                                       | [ 21 ]               |
| 2025 | Sentai Red Isekai de Bōkensha ni Naru                   | Kizutsuke Maus                             | [ 22 ]               |
| 2025 | Teogonia                                                | Manso                                      | [ 23 ]               |
| 2025 | Kaiju No. 8 2nd Season                                  | Kafka Hibino                               | [ 24 ] [ 25 ] [ 26 ] |
| 2026 | Tokyo Revengers: Santen Sensō-hen                       | Ken "Draken" Ryūguji                       | [ 27 ]               |

#### Películas
| Año  | Título                                               | Rol            | Refs.  |
| ---- | ---------------------------------------------------- | -------------- | ------ |
| 2019 | Seishun Buta Yarō wa Yumemiru Shōjo no Yume wo Minai | Padre de Shoko | [ 28 ] |
| 2022 | Ginga Eiyū Densetsu: Die Neue These - Gekitotsu      | Drewentz       | [ 29 ] |
| 2022 | Ginga Eiyū Densetsu: Die Neue These - Sakubou        | Drewentz       | [ 30 ] |
| 2022 | The First Slam Dunk                                  | Yuji Ōkusu     | [ 31 ] |
| 2025 | Kaiju No. 8 Movie                                    | Kafka Hibino   | [ 32 ] |

#### ONAs
| Año  | Título                                  | Rol                                | Refs.  |
| ---- | --------------------------------------- | ---------------------------------- | ------ |
| 2015 | Isobe Isobē Monogatari: Ukiyo wa Tsurai | Reportero A                        | [ 1 ]  |
| 2017 | Huyao Xiao Hongniang                    | Shi Lanzhou                        | [ 1 ]  |
| 2017 | Dream Festival! R                       | Estudiante de tercero; meteorólogo | [ 1 ]  |
| 2018 | Baki                                    | Conductor                          | [ 1 ]  |
| 2018 | Devilman Crybaby                        | Piloto de combate                  | [ 1 ]  |
| 2019 | Levius                                  | Larry McMahon                      | [ 1 ]  |
| 2019 | Ninja Box                               | Raiden                             | [ 1 ]  |
| 2020 | Dixia Cheng Yu Yongshi: Nizhuan Zhi Lun | Clio                               | [ 1 ]  |
| 2020 | Eternity: Shinya no Nurekoi Channel ♡   | Yōsuke Takafuji                    | [ 33 ] |
| 2023 | Scott Pilgrim Takes Off                 | Wallace Wells                      | [ 1 ]  |
| 2024 | Grimm Kumikyoku                         | Dan                                | [ 1 ]  |
| 2024 | Minute! Kaiju No. 8                     | Kafka Hibino                       | [ 1 ]  |

#### Especiales
| Año  | Título                           | Rol          | Refs.  |
| ---- | -------------------------------- | ------------ | ------ |
| 2025 | Kaiju No. 8: Hoshina no Kyūjitsu | Kafka Hibino | [ 34 ] |

### Acción real
| Año  | Título                 | Rol  | Refs. |
| ---- | ---------------------- | ---- | ----- |
| 2021 | Kikai Sentai Zenkaiger | Gege | [ 5 ] |

### Videojuegos
| Año  | Título                               | Rol                  | Refs.         |
| ---- | ------------------------------------ | -------------------- | ------------- |
| 2017 | The Midnight Sanctuary               | Aldeano de Takami    | [ 35 ]        |
| 2018 | Idola Phantasy Star Saga             | Logia; Thorbjorn     | [ 36 ] [ 37 ] |
| 2018 | KING OF PRISM Prism Rush! LIVE       | Tenka Sakyō          | [ 38 ]        |
| 2019 | Pokémon Masters EX                   | Lino                 | [ 39 ]        |
| 2020 | Realive! Teito Kagura Butai          | Shinzō Tsuda         | [ 40 ]        |
| 2020 | Sankutasu Senki -GYEE-               | Maiku, Lin Hu        | [ 41 ] [ 42 ] |
| 2020 | Valorant                             | Phoenix              | [ 1 ]         |
| 2020 | Grand Intention Adjustment           | Beios Rockgard       | [ 43 ]        |
| 2021 | Tokyo Afterschool Summoners          | Hermes, Ambuskias    | [ 44 ] [ 45 ] |
| 2022 | Live A Hero                          | Gaius; Raizi         | [ 46 ] [ 47 ] |
| 2023 | Eiketsu Taisen                       | Ken "Draken" Ryūguji | [ 48 ]        |
| 2023 | Kyōtō Kotoba RPG: Kotodaman          | Ken "Draken" Ryūguji | [ 49 ]        |
| 2023 | Pocoron Dungeon -Tracing RPG-        | Ken "Draken" Ryūguji | [ 50 ]        |
| 2023 | Flame Fire Force Flame Dance Chapter | Ken "Draken" Ryūguji | [ 51 ]        |
| 2023 | Smash Dunk                           | Ken "Draken" Ryūguji | [ 52 ]        |
| 2023 | Caravan Stories                      | Ken "Draken" Ryūguji | [ 53 ]        |
| 2023 | Monster Strike                       | Ken "Draken" Ryūguji | [ 54 ]        |